# جاكوبو فورتيناتو
جاكوبو فورتيناتو (بالإيطالية: Jacopo Fortunato)‏ (31 يناير 1990 ببيرغامو في إيطاليا - ) هو لاعب كرة قدم إيطالي في مركز الوسط. شارك مع منتخب إيطاليا تحت 20 سنة لكرة القدم. أما مع النوادي، فقد لعب مع إنتر ميلان ونادي تريفيزو ونادي سبال ونادي كومو ونادي مانتوفا وبوردينوني كالتشيو.

## روابط خارجية
- جاكوبو فورتيناتو على موقع قاعدة بيانات كرة القدم.إي يو (الإنجليزية)
- جاكوبو فورتيناتو على موقع Soccerway.com (الإنجليزية)